# Proerginus andinus
Proerginus andinus is een hooiwagen uit de familie Cosmetidae.